# ザ・ビートルズ・アンソロジー1
『ザ・ビートルズ・アンソロジー1』（The Beatles Anthology 1）は、1995年に発売されたビートルズのコンピレーション・アルバム。CDで発売された後に3枚組LPレコードでも発売された。本作にはクオリーメン時代から『ビートルズ・フォー・セール』までの未発表曲やデモ、別テイクが収められている。また、アルバムの目玉として、ジョン・レノンが生前録音した「フリー・アズ・ア・バード」のテープを基にして、ビートルズの25年ぶりとなる新曲として収録された。
リマスタリングされた『ザ・ビートルズ・アンソロジー2』『ザ・ビートルズ・アンソロジー3』と、本作をコンパイルしたものが『The Beatles Anthology Box Set』として2011年6月14日に、iTunes Storeにて配信がスタートした。

## 概要
本作は、ビートルズの前身となるクオリーメン時代に録音された楽曲やデッカ・レコードのオーディションのためにレコーディングされた音源、活動初期にベーシストとして在籍していたスチュアート・サトクリフが参加した「ハレルヤ・アイ・ラヴ・ハー・ソー」「ユール・ビー・マイン」「カイエンヌ」、リンゴ・スターの前任のドラマー、ピート・ベストが参加した楽曲のほか収録されている。なお、初期のメンバーとなるスチュアート・サトクリフが参加した楽曲が収録された作品は、公式作品では本作のみとなっている。
DISC 1の10曲目「マイ・ボニー」から12曲目「クライ・フォー・ア・シャドウ」は、ハンブルクでトニー・シェリダンのバックバンドとしてセッションした音源。この時のセッション音源の一部は、1962年に「トニー・シェリダン&ザ・ビート・ブラザーズ」で発売されたLP盤『マイ・ボニー』に収録され、「マイ・ボニー」は同作からのシングルとして発売された。DISC 1の21曲目「ベサメ・ムーチョ」と22曲目「ラヴ・ミー・ドゥ」は、1962年6月6日に行われたビートルズにとって初となるEMIでのセッション時に録音された楽曲。22曲目「ラヴ・ミー・ドゥ」は、ベストがドラムスを叩いたテイクで、後にデビュー曲としてリレコーディングされた。なお、本作を以て「ラヴ・ミー・ドゥ」は、ドラマーが違う3バージョンすべてがリリースされたこととなった。
DISC2にはイギリスのテレビ番組『Two of a Kind』やアメリカのテレビ番組『エド・サリヴァン・ショー』での演奏などが収録されている。
本作の目玉とされる新曲として収録された「フリー・アズ・ア・バード」は、ジョン・レノンによって書かれた楽曲で、レノンの未亡人であるオノ・ヨーコよりデモをポール・マッカートニーが受け取り、それを基にマッカートニー、ジョージ・ハリスン、リンゴ・スターの3人で楽器やコーラスを加えて完成させた楽曲である。デモ音源の一部はレノンが書いていない箇所があり、それらはマッカートニーとハリスンによって書き加えられた。
DISC 1の27曲目「レンド・ミー・ユア・コム」のBBCセッション時の音源は、1994年に発売の『ザ・ビートルズ・ライヴ!! アット・ザ・BBC』に未収録となった音源で、後に『オン・エア〜ライヴ・アット・ザ・BBC Vol.2』にも収録された。

## アートワーク
本作のアートワークは、他の「ザ・ビートルズ・アンソロジー」シリーズの作品と同様、アルバム『リボルバー』も手がけたクラウス・フォアマンによるもの。『2』『3』を並べると、1枚のコラージュ作品になる。
本作のアートワークには、非公式アルバム『Savage Young Beatles』（1982年）のアートワークも使用されているが、ピート・ベストの顔がリンゴ・スターに被って欠けている。この欠けている部分は2008年にピート・ベスト・バンドが発売したアルバム『Haymans Green』のジャケットに使用されている。

## 収録曲
- 特記がない限り作詞作曲はレノン＝マッカートニー。
- 原題の表記はApple Musicでの表記[11]、邦題の表記は公式サイトの曲目[12]に準拠。

### CD
| #         | タイトル | 作詞・作曲                                                                                | 時間  |
| --------- | --- | ----------------------------------------------------------------------------------------- | ----- |
| 1.        | 「フリー・アズ・ア・バード」(Free As A Bird) | ジョン・レノン ポール・マッカートニー ジョージ・ハリスン リチャード・スターキー           | 4:25  |
| 2.        | 「スピーチ:ジョン・レノン」(We Were Four Guys ... That's All (Interview))                                                                                          |                                                                                           | 0:11  |
| 3.        | 「ザットル・ビー・ザ・デイ (モノーラル録音)」(That'll Be the Day (Mono))                                                                                           | ジェリー・アリソン （ 英語版 ） バディ・ホリー ノーマン・ペティ                           | 2:07  |
| 4.        | 「イン・スパイト・オブ・オール・ザ・デインジャー (モノーラル録音)」(In Spite of All the Danger (Mono))                                                             | ポール・マッカートニー ジョージ・ハリスン                                                 | 2:44  |
| 5.        | 「スピーチ:ポール・マッカートニー」(Sometimes I'd Borrow...Those Still Exist (Interview))                                                                          |                                                                                           | 0:18  |
| 6.        | 「ハレルヤ・アイ・ラヴ・ハー・ソー (モノーラル録音)」(Hallelujah, I Love Her So (Home Demo))                                                                       | レイ・チャールズ                                                                          | 1:13  |
| 7.        | 「ユール・ビー・マイン (モノーラル録音)」(You'll Be Mine (Home Demo))                                                                                              |                                                                                           | 1:38  |
| 8.        | 「カイエンヌ (モノーラル録音)」(Cayenne (Instrumental Home Demo))                                                                                                  | ポール・マッカートニー                                                                    | 1:14  |
| 9.        | 「スピーチ:ポール・マッカートニー」(First of All...It Didn't Do a Thing Here (Interview))                                                                          |                                                                                           | 0:07  |
| 10.       | 「マイ・ボニー」(My Bonnie) | 民謡（編曲:トニー・シェリダン）                                                           | 2:42  |
| 11.       | 「エイント・シー・スウィート」(Ain't She Sweet) | ミルトン・エイジャー （ 英語版 ） ジャック・イェレン （ 英語版 ）                         | 2:13  |
| 12.       | 「クライ・フォー・ア・シャドウ」(Cry For a Shadow (Instrumental))                                                                                                  | ジョージ・ハリスン ジョン・レノン                                                         | 2:22  |
| 13.       | 「スピーチ:ジョン・レノン」(Brian Was a Beautiful Guy...He Presented Us Well (Interview))                                                                          |                                                                                           | 0:10  |
| 14.       | 「スピーチ:ブライアン・エプスタイン」(I Secured Them...A Beatle Drink Even Then (Reading))                                                                         | ブライアン・エプスタイン                                                                  | 0:18  |
| 15.       | 「サーチン (モノーラル録音)」(Searchin' (Decca Audition)) | ジェリー・リーバーとマイク・ストーラー                                                    | 2:59  |
| 16.       | 「スリー・クール・キャッツ (モノーラル録音)」(Three Cool Cats (Decca Audition))                                                                                    |                                                                                           | 2:25  |
| 17.       | 「ザ・シーク・オブ・アラビ (モノーラル録音)」(The Sheik of Araby (Decca Audition))                                                                                 | ハリー・B・スミス （ 英語版 ） フランスィス・ウィーラー テッド・スナイダー （ 英語版 ）   | 1:43  |
| 18.       | 「ライク・ドリーマーズ・ドゥ (モノーラル録音)」(Like Dreamers Do (Decca Audition))                                                                                 | ポール・マッカートニー                                                                    | 2:35  |
| 19.       | 「ハロー・リトル・ガール (モノーラル録音)」(Hello Little Girl (Decca Audition))                                                                                    | ジョン・レノン                                                                            | 1:40  |
| 20.       | 「スピーチ:ブライアン・エプスタイン」(Well, the Recording Test...By My Artists (Reading))                                                                          | ブライアン・エプスタイン                                                                  | 0:32  |
| 21.       | 「ベサメ・ムーチョ (モノーラル録音)」(Besame Mucho (Mono)) | コンスエロ・ベラスケス サニー・スカイラー （ 英語版 ）                                    | 2:36  |
| 22.       | 「ラヴ・ミー・ドゥ (モノーラル録音)」(Love Me Do (Slow Version))                                                                                                   |                                                                                           | 2:31  |
| 23.       | 「ハウ・ドゥ・ユー・ドゥ・イット (モノーラル録音)」(How Do You Do It)                                                                                              | ミッチ・マレイ                                                                            | 1:57  |
| 24.       | 「プリーズ・プリーズ・ミー (モノーラル録音)」(Please Please Me (No Harmonica Version))                                                                             |                                                                                           | 1:59  |
| 25.       | 「ワン・アフター・909 (シークエンス) (モノーラル録音)」(One After 909 (False Starts) [Takes 3, 4 & 5])                                                             |                                                                                           | 2:23  |
| 26.       | 「ワン・アフター・909 (コンプリート) (モノーラル録音)」(One After 909 (Complete) [Takes 4 & 5])                                                                    |                                                                                           | 2:55  |
| 27.       | 「レンド・ミー・ユア・コム (モノーラル録音)」(Lend Me Your Comb (Live at the BBC))                                                                                 | ケイ・トゥーミー （ 英語版 ） フレッド・ワイズ （ 英語版 ） ベン・ワイズマン （ 英語版 ） | 1:49  |
| 28.       | 「アイル・ゲット・ユー (モノーラル録音)」(I'll Get You (Live on Sunday Night at the London Palladium))                                                             |                                                                                           | 2:08  |
| 29.       | 「スピーチ:ジョン・レノン」(We Were Performers ... In Britain (Interview))                                                                                         |                                                                                           | 0:12  |
| 30.       | 「アイ・ソー・ハー・スタンディング・ゼア (モノーラル録音)」(I Saw Her Standing There (Live for The Beatles, Pop Group from Liverpool Visiting Stockholm))          |                                                                                           | 2:48  |
| 31.       | 「フロム・ミー・トゥ・ユー (モノーラル録音)」(From Me to You (Live for The Beatles, Pop Group from Liverpool Visiting Stockholm))                                  |                                                                                           | 2:05  |
| 32.       | 「マネー (モノーラル録音)」(Money (That's What I Want) (Live for The Beatles, Pop Group from Liverpool Visiting Stockholm))                                        | ジェイニー・ブラッドフォード （ 英語版 ） ベリー・ゴーディ                                | 2:52  |
| 33.       | 「ユー・リアリー・ゴッタ・ホールド・オン・ミー (モノーラル録音)」(You Really Got a Hold On Me (Live for The Beatles, Pop Group from Liverpool Visiting Stockholm)) | スモーキー・ロビンソン                                                                    | 2:58  |
| 34.       | 「ロール・オーバー・ベートーヴェン (モノーラル録音)」(Roll Over Beethoven (Live for The Beatles, Pop Group from Liverpool Visiting Stockholm))                     | チャック・ベリー                                                                          | 2:23  |
| 合計時間: | 合計時間: | 合計時間:                                                                                 | 65:12 |

| #         | タイトル | 作詞・作曲                                                                          | 時間  |
| --------- | --- | ----------------------------------------------------------------------------------- | ----- |
| 1.        | 「シー・ラヴズ・ユー (モノーラル録音)」(She Loves You (Live at The Prince of Wales Theatre, London, 1963))              |                                                                                     | 2:50  |
| 2.        | 「ティル・ゼア・ウォズ・ユー (モノーラル録音)」(Till There Was You (Live at The Prince of Wales Theatre, London, 1963)) | メレディス・ウィルソン                                                              | 2:54  |
| 3.        | 「ツイスト・アンド・シャウト (モノーラル録音)」(Twist and Shout (Live at The Prince of Wales Theatre, London, 1963))    | フィル・メドレー （ 英語版 ） バート・ラッセル （ 英語版 ）                         | 3:05  |
| 4.        | 「こいつ (ジス・ボーイ) (モノーラル録音)」(This Boy (Live on Two of a Kind))                                            |                                                                                     | 2:21  |
| 5.        | 「抱きしめたい (モノーラル録音)」(I Want to Hold Your Hand (Live on Two of a Kind))                                     |                                                                                     | 2:37  |
| 6.        | 「スピーチ:マーカム・アンド・ワイズ」(Boys, What Was I Thinking... (Interview))                                         |                                                                                     | 2:05  |
| 7.        | 「ムーンライト・ベイ (モノーラル録音)」(Moonlight Bay (Live on Two of a Kind))                                          | エドワード・マッデン （ 英語版 ） パーシー・ウェンリッチ （ 英語版 ）               | 0:49  |
| 8.        | 「キャント・バイ・ミー・ラヴ」(Can't Buy Me Love (Takes 1 & 2))                                                         |                                                                                     | 2:10  |
| 9.        | 「オール・マイ・ラヴィング (モノーラル録音)」(All My Loving (Live on The Ed Sullivan Show))                             |                                                                                     | 2:19  |
| 10.       | 「ユー・キャント・ドゥ・ザット」(You Can't Do That (Takes 6))                                                           |                                                                                     | 2:42  |
| 11.       | 「アンド・アイ・ラヴ・ハー」(And I Love Her (Take 2))                                                                   |                                                                                     | 1:52  |
| 12.       | 「ア・ハード・デイズ・ナイト」(A Hard Day's Night (Take 1))                                                             |                                                                                     | 2:43  |
| 13.       | 「彼氏になりたい」(I Wanna Be Your Man (Live for Around The Beatles))                                                   |                                                                                     | 1:47  |
| 14.       | 「ロング・トール・サリー」(Long Tall Sally (Live for Around The Beatles))                                               | エノトリス・ジョンソン ロバート・ブラックウェル リチャード・ペニーマン              | 1:45  |
| 15.       | 「ボーイズ」(Boys (Live for Around The Beatles))                                                                        | ルーサー・ディクソン （ 英語版 ） ウェス・ファレル （ 英語版 ）                     | 1:49  |
| 16.       | 「シャウト」(Shout (Live for Around The Beatles))                                                                       | ルドルフ・アイズレー ロナルド・アイズレー オケリー・アイズレー                      | 1:31  |
| 17.       | 「アイル・ビー・バック (テイク2)」(I'll Be Back (Take 2))                                                               |                                                                                     | 1:12  |
| 18.       | 「アイル・ビー・バック (テイク3)」(I'll Be Back (Take 3))                                                               |                                                                                     | 1:57  |
| 19.       | 「ユー・ノウ・ホワット・トゥ・ドゥ」(You Know What to Do (Demo))                                                        | ジョージ・ハリスン                                                                  | 1:58  |
| 20.       | 「ノー・リプライ (デモ)」(No Reply (Demo))                                                                              |                                                                                     | 1:46  |
| 21.       | 「ミスター・ムーンライト」(Mr. Moonlight (Takes 1 & 4))                                                                 | レイ・ジョンソン                                                                    | 2:47  |
| 22.       | 「リーヴ・マイ・キトゥン・アローン」(Leave My Kitten Alone (Take 5))                                                    | リトル・ウィリー・ジョン タイタス・ターナー （ 英語版 ） ジェームズ・マクドゥーガル | 2:56  |
| 23.       | 「ノー・リプライ」(No Reply (Take 2))                                                                                   |                                                                                     | 2:29  |
| 24.       | 「エイト・デイズ・ア・ウィーク (シークエンス)」(Eight Days a Week (False Starts) [Takes 1, 2 & 4])                      |                                                                                     | 1:25  |
| 25.       | 「エイト・デイズ・ア・ウィーク (コンプリート)」(Eight Days a Week (Take 5))                                             |                                                                                     | 2:47  |
| 26.       | 「カンサス・シティ/ヘイ・ヘイ・ヘイ・ヘイ」(Kansas City / Hey, Hey, Hey, Hey! (Take 2))                                 | ジェリー・リーバーとマイク・ストーラー/リチャード・ペニーマン                       | 2:46  |
| 合計時間: | 合計時間: | 合計時間:                                                                           | 57:22 |

### アナログ盤
アナログA面
1. フリー・アズ・ア・バード
2. スピーチ:ジョン・レノン
3. ザットル・ビー・ザ・デイ (モノーラル録音)
4. イン・スパイト・オブ・オール・ザ・デインジャー (モノーラル録音)
5. スピーチ:ポール・マッカートニー
6. ハレルヤ・アイ・ラヴ・ハー・ソー (モノーラル録音)
7. ユール・ビー・マイン (モノーラル録音)
8. カイエンヌ (モノーラル録音)
9. スピーチ:ポール・マッカートニー
10. マイ・ボニー
11. エイント・シー・スウィート
12. クライ・フォー・ア・シャドウ

アナログB面
1. スピーチ:ジョン・レノン
2. スピーチ:ブライアン・エプスタイン
3. サーチン (モノーラル録音)
4. スリー・クール・キャッツ (モノーラル録音)
5. ザ・シーク・オブ・アラビ (モノーラル録音)
6. ライク・ドリーマーズ・ドゥ (モノーラル録音)
7. ハロー・リトル・ガール (モノーラル録音)
8. スピーチ:ブライアン・エプスタイン
9. ベサメ・ムーチョ (モノーラル録音)
10. ラヴ・ミー・ドゥ (モノーラル録音)
11. ハウ・ドゥ・ユー・ドゥ・イット (モノーラル録音)
12. プリーズ・プリーズ・ミー (モノーラル録音)

アナログC面
1. ワン・アフター・909 (シークエンス) (モノーラル録音)
2. ワン・アフター・909 (コンプリート) (モノーラル録音)
3. レンド・ミー・ユア・コム (モノーラル録音)
4. アイル・ゲット・ユー (モノーラル録音)
5. スピーチ:ジョン・レノン
6. アイ・ソー・ハー・スタンディング・ゼア (モノーラル録音)
7. フロム・ミー・トゥ・ユー (モノーラル録音)
8. マネー (モノーラル録音)
9. ユー・リアリー・ゴッタ・ホールド・オン・ミー (モノーラル録音)
10. ロール・オーバー・ベートーヴェン (モノーラル録音)

アナログD面
1. シー・ラヴズ・ユー (モノーラル録音)
2. ティル・ゼア・ウォズ・ユー (モノーラル録音)
3. ツイスト・アンド・シャウト (モノーラル録音)
4. こいつ (ジス・ボーイ) (モノーラル録音)
5. 抱きしめたい (モノーラル録音)
6. スピーチ:マーカム・アンド・ワイズ
7. ムーンライト・ベイ (モノーラル録音)
8. キャント・バイ・ミー・ラヴ

アナログE面
1. オール・マイ・ラヴィング (モノーラル録音)
2. ユー・キャント・ドゥ・ザット
3. アンド・アイ・ラヴ・ハー
4. ア・ハード・デイズ・ナイト
5. 彼氏になりたい
6. ロング・トール・サリー
7. ボーイズ
8. シャウト
9. アイル・ビー・バック (テイク2)
10. アイル・ビー・バック (テイク3)

アナログF面
1. ユー・ノウ・ホワット・トゥ・ドゥ
2. ノー・リプライ (デモ)
3. ミスター・ムーンライト
4. リーヴ・マイ・キトゥン・アローン
5. ノー・リプライ
6. エイト・デイズ・ア・ウィーク (シークエンス)
7. エイト・デイズ・ア・ウィーク (コンプリート)
8. カンサス・シティ/ヘイ・ヘイ・ヘイ・ヘイ

### カセットテープ
カセットA面
1. フリー・アズ・ア・バード
2. スピーチ:ジョン・レノン
3. ザットル・ビー・ザ・デイ (モノーラル録音)
4. イン・スパイト・オブ・オール・ザ・デインジャー (モノーラル録音)
5. スピーチ:ポール・マッカートニー
6. ハレルヤ・アイ・ラヴ・ハー・ソー (モノーラル録音)
7. ユール・ビー・マイン (モノーラル録音)
8. カイエンヌ (モノーラル録音)
9. スピーチ:ポール・マッカートニー
10. マイ・ボニー
11. エイント・シー・スウィート
12. クライ・フォー・ア・シャドウ
13. スピーチ:ジョン・レノン
14. スピーチ:ブライアン・エプスタイン
15. サーチン (モノーラル録音)
16. スリー・クール・キャッツ (モノーラル録音)
17. ザ・シーク・オブ・アラビ (モノーラル録音)
18. ライク・ドリーマーズ・ドゥ (モノーラル録音)
19. ハロー・リトル・ガール (モノーラル録音)

カセットB面
1. スピーチ:ブライアン・エプスタイン
2. ベサメ・ムーチョ (モノーラル録音)
3. ラヴ・ミー・ドゥ (モノーラル録音)
4. ハウ・ドゥ・ユー・ドゥ・イット (モノーラル録音)
5. プリーズ・プリーズ・ミー (モノーラル録音)
6. ワン・アフター・909 (シークエンス) (モノーラル録音)
7. ワン・アフター・909 (コンプリート) (モノーラル録音)
8. レンド・ミー・ユア・コム (モノーラル録音)
9. アイル・ゲット・ユー (モノーラル録音)
10. スピーチ:ジョン・レノン
11. アイ・ソー・ハー・スタンディング・ゼア (モノーラル録音)
12. フロム・ミー・トゥ・ユー (モノーラル録音)
13. マネー (モノーラル録音)
14. ユー・リアリー・ゴッタ・ホールド・オン・ミー (モノーラル録音)
15. ロール・オーバー・ベートーヴェン (モノーラル録音)

カセットC面
1. シー・ラヴズ・ユー (モノーラル録音)
2. ティル・ゼア・ウォズ・ユー (モノーラル録音)
3. ツイスト・アンド・シャウト (モノーラル録音)
4. こいつ (ジス・ボーイ) (モノーラル録音)
5. 抱きしめたい (モノーラル録音)
6. スピーチ:マーカム・アンド・ワイズ
7. ムーンライト・ベイ (モノーラル録音)
8. キャント・バイ・ミー・ラヴ
9. オール・マイ・ラヴィング (モノーラル録音)
10. ユー・キャント・ドゥ・ザット
11. アンド・アイ・ラヴ・ハー
12. ア・ハード・デイズ・ナイト

カセットD面
1. 彼氏になりたい
2. ロング・トール・サリー
3. ボーイズ
4. シャウト
5. アイル・ビー・バック (テイク2)
6. アイル・ビー・バック (テイク3)
7. ユー・ノウ・ホワット・トゥ・ドゥ
8. ノー・リプライ (デモ)
9. ミスター・ムーンライト
10. リーヴ・マイ・キトゥン・アローン
11. ノー・リプライ
12. エイト・デイズ・ア・ウィーク (シークエンス)
13. エイト・デイズ・ア・ウィーク (コンプリート)
14. カンサス・シティ/ヘイ・ヘイ・ヘイ・ヘイ

## チャート成績

### 週間チャート
| チャート (1995年)                      | 最高位 |
| -------------------------------------- | ------ |
| オーストラリア (ARIA)                  | 1      |
| オーストリア (Ö3 Austria)              | 4      |
| ベルギー (Ultratop Flanders)           | 2      |
| ベルギー (Ultratop Wallonia)           | 2      |
| カナダ (RPM)                           | 1      |
| フィンランド (Finland's Official List) | 2      |
| ドイツ (Media Control AG)              | 1      |
| ハンガリー (MAHASZ)                    | 20     |
| イタリア (Musica e dischi)             | 2      |
| 日本 (オリコン)                        | 3      |
| オランダ (MegaCharts)                  | 1      |
| ニュージーランド (RIANZ)               | 1      |
| ノルウェー (VG-Lista)                  | 5      |
| スウェーデン (Sverigetopplistan)       | 2      |
| スイス (Schweizer Hitparade)           | 2      |
| UK アルバムズ (OCC)                    | 2      |
| US Billboard 200                       | 1      |

### 年間チャート
| チャート (1995年)          | 順位 |
| -------------------------- | ---- |
| オーストラリア (ARIA)      | 18   |
| ベルギー (Flanders)        | 37   |
| ベルギー (Wallonia)        | 32   |
| カナダ (RPM Year-End)      | 17   |
| イタリア (Musica e dischi) | 35   |

| チャート (1996年)          | 順位 |
| -------------------------- | ---- |
| カナダ (RPM Year-End)      | 32   |
| ドイツ (GfK Entertainment) | 98   |
| 日本 (オリコン)            | 41   |
| US Billboard 200           | 8    |

## 認定
| 国/地域                                             | 認定        | 認定/売上数 |
| --------------------------------------------------- | ----------- | ----------- |
| アルゼンチン (CAPIF)                                | Gold        | 30,000^     |
| オーストリア (IFPI Austria)                         | Gold        | 25,000*     |
| ベルギー (BEA)                                      | Platinum    | 50,000*     |
| カナダ (Music Canada)                               | 9× Platinum | 900,000^    |
| ドイツ (BVMI)                                       | Gold        | 250,000^    |
| 日本 (RIAJ)                                         | 2× Platinum | 607,000     |
| オランダ (NVPI)                                     | Gold        | 50,000^     |
| ノルウェー (IFPI Norway)                            | Gold        | 25,000*     |
| ポーランド (ZPAV)                                   | Gold        | 50,000*     |
| スペイン (PROMUSICAE)                               | Platinum    | 100,000^    |
| スウェーデン (GLF)                                  | Gold        | 50,000^     |
| スイス (IFPI Switzerland)                           | Platinum    | 50,000^     |
| イギリス (BPI)                                      | 2× Platinum | 600,000^    |
| アメリカ合衆国 (RIAA)                               | 8× Platinum | 4,000,000^  |
| 概要                                                |             |             |
| ヨーロッパ (IFPI)                                   | 2× Platinum | 2,000,000*  |
| * 認定のみに基づく売上数 ^ 認定のみに基づく出荷枚数 |             |             |